# أرنب بركاني
أرنب بركاني أو أرنب البركان (الإسم العلمي:Romerolagus diazi)، هو نوع من الثدييات يتبع فصيلة الأرانب ضمن رتبة الأرنبيات. يُعتبر النوع الوحيد في جنسه. يستوطن جبال المكسيك وهو ثاني أصغر أنواع الأرانب في العالم بعد الأرنب القزمي.